# Leo Blokhuis
Leo Blokhuis (Zevenbergen, 16 oktober 1961) is een Nederlands presentator en schrijver. Hij is voornamelijk bekend van zijn radioprogramma's Blokhuis en Verrukkelijke 15 op NPO Radio 2, het jaarlijkse tv-programma Top 2000 à Go-Go en de theaterproducties en muziekboeken die hij maakt. 

## Biografie
Pas op de middelbare school maakte Blokhuis kennis met popmuziek. Tijdens zijn studie aan de Evangelische School voor de Journalistiek in Amersfoort liep hij stage bij de EO die hem vervolgens in vaste dienst nam. Bij de EO stelde Blokhuis het programma Muziekmotief op Radio 3FM samen. Na zijn tijd bij de EO werkte hij enkele jaren bij de VARA, waar hij onder meer betrokken was bij de 2 Meter Sessies.  
Van 1986 tot 1993 was hij werkzaam voor het aan Youth for Christ verbonden jongerentijdschrift Aktie; van juni 1989 tot februari 1990 als eindredacteur, daarna tot juni 1993 als hoofdredacteur. 

### Televisie
Sinds 2002 maakte hij in oktober of november met Matthijs van Nieuwkerk het late-night-programma Nacht van de popmuziek en begin december Top 2000 à Go-Go, beide voor de NTR op NPO 3, die wordt uitgezonden vanaf Tweede Kerstdag tot en met Oudjaarsdag. Hij maakt eveneens reportages voor dit programma. Ook schoof hij geregeld aan in De Wereld Draait Door.

### Theater
Hij maakte samen met zijn vriendin (inmiddels echtgenote) Ricky Koole de theatervoorstelling Harmonium, waarin zij vergeten liedjes en componisten onder de aandacht trachten te brengen. Ricky zingt, onder begeleiding van de gitaristen Wouter Planteijdt en Eric van Dijsseldonk, en Leo vertelt verhalen uit de popgeschiedenis. Met deze muzikale missie trokken zij in 2007-2008 volle zalen. 
In 2009-2010 zijn Blokhuis en Koole met een vervolg gekomen op deze missie, genaamd Laagland. Naast deze live voorstellingen stellen Leo Blokhuis en Ricky Koole ook verzamel-cd's samen met "vergeten" liedjes onder de subtitel Songs We Shouldn't Forget. In 2009 de eerste getiteld Sleeping Beauties, daarna volgde in 2010 Lost & Found en in 2011 Back on Track. 
Ook heeft hij lezingen in kerken gehouden over hoezeer religie en popmuziek met elkaar verweven zijn.
In 2018 ging hij met onder meer Roel van Velzen de theaters in met het theaterconcert Queen, A Night at the Theatre.

### NPO Radio 2
Tot 23 februari 2014 maakte hij wekelijks met Mart Smeets het radioprogramma For the record op NPO Radio 2. Sinds 2016 presenteert hij iedere zondagavond het radioprogramma Blokhuis op NPO Radio 2. Een programma waarin nieuwe muziek wordt gedraaid en artiesten live komen optreden in de studio.  
Op de zondag presenteert hij sinds 4 oktober 2020 samen met Rob Stenders de Verrukkelijke 15 op NPO Radio 2. Sinds zondag 28 februari 2021 presenteerde Blokhuis door het vertrek van Rob Stenders naar Radio Veronica het programma met Giel Beelen en later in zijn eentje.  
Vanwege de invoering van de vernieuwde programmering van NPO Radio 2 per 5 oktober 2021, wordt de Verrukkelijke 15 vanaf zondag 10 oktober 2021 tussen 18:00 en 19:00 uur uitgezonden, gevolgd door het programma Blokhuis tot 21:00 uur.
Ook maakt Blokhuis een podcast voor de radiozender en maakt hij jaarlijks programma vanaf North Sea Jazz Festival. In 2019 presenteerde hij 's nachts de NPO Radio 2 Top 2000.

### Andere programma's
- Op NPO Radio 6 presenteerde hij tot 6 december 2015 het soulprogramma Sweet Soul Music.

- In 2017 presenteerde hij voor de KRO-NCRV het tv-programma Achter de dijken over het calvinisme in Nederland.

- In 2022 presenteerde hij voor de KRO-NCRV het informatieve tv-programma In het kielzog van de Mayflower[2] over de ontstaansgeschiedenis van de VS.

## Trivia
- Blokhuis is een zoon van de Nederlands-gereformeerd predikant Bert Blokhuis (1929-2011), uit een gezin met acht kinderen. Hij groeide op in Wezep, maar verhuisde later naar Schiedam toen zijn vader daar predikant werd.
- Blokhuis is de broer van ChristenUnie-politicus en voormalig staatssecretaris Paul Blokhuis.
- Op 21 mei 2012 trouwde Blokhuis in Amsterdam met Ricky Koole. Ze hebben samen een zoon. Uit een eerder huwelijk heeft Blokhuis drie dochters en een zoon.[3]
- Blokhuis produceert veel van zijn producties via zijn eigen productiebedrijf.[4]

## Onderscheidingen
- Op 10 januari 2008 ontving Blokhuis de veertiende Pop Media Prijs in Groningen vanwege zijn "enorme feitenkennis" en zijn "liefde voor het liedje".[5]
- Op 18 april 2011 ontving Blokhuis de Gouden Tulp voor het beste informatieve boek van het jaar. Hiervoor ontving Blokhuis 10.000 euro en een sculptuur.[6]

## Theater
- Harmonium (2007)
- Laagland (2010)
- The Band - Music From Big Pink To The Last Waltz (2012)
- Buitenstaanders (2013)
- Whatever Happened To Christmas (2015)
- New Orleans (2016)
- A Night at the Theater (2018; samen met VanVelzen)